# البني الفقمي
البني الفقمي Seal brown هو لون بني غامق الذي يشبه لون فرو فراء الفقمة .

## الاستخدام
المواصفات لسلاح الجو الأمريكي سترة من النوع A-2 (السترة الصيفية النظامية للطيران )، المعتمدة في عام 1931 والأكثر شيوعًا بين جميع سترات الطيران الجلدية .ذكر أنه ينبغي أن يكون مصنوعًا من جلد الحصان المدبوغ بالبني الفقمي. ومع ذلك في البداية، تسببت الأكسدة أثناء عملية الصباغة في أن تتحول السترات  الى اللون الخمري( بني محمر مضيء) في وقت لاحق من هذا العقد، تمكنوا من منع الأكسدة أثناء الصباغة; وكانت السترات التي تم إنتاجها ذات لون بني غامق دقيق.
البني الفقمي هو أحد الألوان الرسمية لجامعة ليهاي، جامعة براون،  فريق كليفلاند براونز لكرة القدم، وجمعية الشرف الهندسية، تاو بيتا باي.

## انظر ايضا
- قائمة الألوان